# Badger (Band)
Badger war eine 1972 gegründete britische Progressive-Rockband. 
Nachdem Tony Kaye (erster Keyboarder von Yes) die von ihm zusammen mit Peter Banks (ebenfalls Originalmitglied von Yes) gegründete Gruppe Flash verlassen hatte, formierte er 1972 zusammen mit dem Bassisten David Foster, der bereits zusammen mit Yes-Sänger Jon Anderson bei The Warriors gearbeitet hatte, die Band Badger als seine eigene „Progressive Supergroup“. Die Band wurde ergänzt durch den Schlagzeuger Roy Dyke, ein ehemaliges Mitglied der Remo Four, Family und Ashton, Gardner & Dyke, mit denen er 1971 den Welthit  Resurrection Shuffle aufnahm. 
Das vierte Mitglied wurde Brian Parrish, ehemals Medicine Head (wo er bereits auf Roy Dyke traf), Three Man Army und Paul Gurvitz.
Das Debütalbum One Live Badger aus dem Jahre 1973 enthielt, ähnlich wie bei den ersten Yes-Alben, lange Instrumentalpassagen, die jedoch nicht den Geschmack des Publikums trafen. Auf der Suche nach neuen Inspirationen fanden Kaye and Dyke den Ex-Stealers Wheel Gitarristen Paul Pilnick, der Foster ersetzte. Gleichzeitig wurde Dykes alter Wegbegleiter Kim Gardner als Bassist verpflichtet. Die Suche nach einem Frontmann und Songwriter endete bei Jackie Lomax aus Liverpool, der sich zuvor mit The Undertakers. und als Soloartist auf dem Beatles-Label Apple Records verdient gemacht hatte. Lomax transformierte Badger von einer progressiven Rockband zu einer soulorientierten R&B-Band und schrieb alle Songs für die zweite LP der Band White Lady aus dem Jahr 1974. Das Album wurde in New Orleans im Studio des Produzenten Allen Toussaint aufgenommen, jedoch löste sich die Band nach einem Auftritt in der Fairfield Hall in Croydon  als Vorgruppe des Electric Light Orchestra (ELO) auf.
Danach führte Lomax mit weiteren Alben für Capitol und Warner Brothers seine Solokarriere fort. Als Studiomusiker arbeitete er zusammen mit Rod Stewart auf der Foolish Behaviour-LP. Roy Dyke ist zusammen mit Pat Travers und Chris Barber an Projekten im Cafe Society beteiligt, während Tony Kaye nach kurzen Auftritten bei Detective und Badfinger 1983 zu Yes zurückkehrte. Paul Pilnick war bei Gruppen wie Deaf School und Joe Egan aktiv, Kim Gardner war Sessionbassist bei Dwight Twilley.

## Diskografie
- 1973: One Live Badger (Atlantic Records, AK 40473)
- 1974: White Lady (Epic, EPC 80009)